# 照喜名聞覚
照喜名 聞覚（てるきな もんがく、尚貞王14年11月30日（1682年12月28日） - 尚穆王2年12月30日（1754年1月23日））は、琉球王国の三線奏者。盲目であったと伝えられる。湛水親方の流れをくむ新里朝住（しんざと ちょうじゅう）に三線を学び、聞覚流を開く。弟子に屋嘉比朝寄がいる。その「屋嘉比工工四（くんくんしー）」は聞覚の楽譜を基礎にしている。